# Francesc Macià
Francesc Macià Llussà, född 21 september 1859, död 25 december 1933, var en katalansk politiker.
Macià var ingenjörsöverste och anslöt sig som ung till den katalanska separatiströrelsen. 1907-22 var han medlem av cortes 1907-22 och tvingades som sådan i landsflykt. Efter den spanska republikens införande utropade han i Barcelona i april 1931 en självständig katalansk republik. Macià var dess provisoriske president till december 1932, då han av det katalanska parlamentet valdes till president för perioden 1933-36. Han avled dock ett år senare, och efterträddes av Lluís Companys.